# Roller Disco (K3-album)
Roller Disco is het zeventiende studioalbum van K3 en het 4e album van groepsleden Marthe De Pillecyn, Klaasje Meijer en Hanne Verbruggen. Het album kwam uit op 16 november 2018.
Drie nummers werden al eerder in 2018 als single uitgebracht: Whoppa! (16 maart), Luka Luna (1 augustus) en de titeltrack Roller Disco (10 oktober). Van deze drie liedjes zijn tevens videoclips verschenen.
De nummers op het album komen ook voor in afleveringen van K3 Roller Disco, een televisieserie voor VTMKZOOM. In die serie zijn de zangeressen van K3 uitbaatsters van een rollerdisco.
Het album wordt verkocht met een bonus DVD van de "K3 Vlindershow".
Eind november kwam Roller Disco op nummer 1 binnen in de Vlaamse Ultratop 200. In de Nederlandse Album Top 100 debuteerde het album op nummer 3.

## Tracklist
| Nr. | Titel                       | Duur |
| --- | --------------------------- | ---- |
| 1.  | Luka Luna                   | 3:23 |
| 2.  | Roller Disco                | 3:17 |
| 3.  | Leve de cowboys             | 3:13 |
| 4.  | Wie wordt straks m'n liefje | 3:14 |
| 5.  | Whoppa!                     | 3:18 |
| 6.  | Mooier dan je denkt         | 3:39 |
| 7.  | La la later                 | 3:40 |
| 8.  | Hey Mister Deejay           | 3:18 |
| 9.  | Muziek                      | 3:07 |
| 10. | Bambolaya                   | 3:44 |
| 11. | Liefde geeft je vleugels    | 3:30 |
| 12. | De tafel van K3             | 2:51 |